# Kraina lodu (album)
Kraina lodu – dziesiąty album produkcyjny rapera Kartky’ego, drugi wydany przez swoją własną wytwórnię OU7SIDE. Premiera miała miejsce 20 sierpnia 2021 rok na serwisach streamingowych, trzy dni wcześniej wydano wersję preorderową wraz z EP-ką Necronomicon. Pierwszy singiel z płyty pt. „KRZYK” z udziałem raperki Ruskiefajki został wydany 5 stycznia 2021 roku, lecz to przy wydaniu drugiego singla „0 II (słowa na wiatr)” raper zapowiedział wydanie płyty. Jest to najdłuższy album, który Kartky zaprezentował, zawiera on 23 tracków, tyle samo co wydany 6 lat wcześniej Shadowplay, lecz Kraina lodu jest o ponad 10 minut dłuższa. Płyta została wyprodukowana przez wielu producentów, a wśród gości znaleźli się Ruskiefajki, Big Scythe, Karol Krupiak, Feno i Czarli.
Album zadebiutował na 1. miejscu polskiej listy przebojów – OLiS i uzyskał status złotej płyty.

## Tematyka
Płyta jest swoistym domknięciem przeszłości artysty. Klimat jest mroczny i zimny. Raper śpiewa o swoim cierpieniu, hejcie na niego i ile go to kosztowało. Jest wiele nawiązań do uniwersum Wiedźmina.
Notka o płycie: „Kraina Lodu. Miejsce, w którym zapomnisz nawet o sobie. nowy świat pseudo-nałogów, wyspa kresek i smogu, zdrajców i wrogów, wybrańców i bogów, pełna fałszywych wyroków. to w Krainie Lodu, jak w krainie mroku, gdzie wszelkiej nocy zaległy cienie... Czekam na ciebie. Czekam na ciebie. Czekam na… nie wiem. Nad Krainą Lodu zapadła noc. Bądź czujny. Demony kryją się w ciemności.”

## Lista utworów
| Nr  | Tytuł utworu                  | Tekst                                 | Produkcja             | Długość |
| --- | ----------------------------- | ------------------------------------- | --------------------- | ------- |
| 1.  | „0 II (słowa na wiatr)”       | Kartky                                | Ramzes                | 4:40    |
| 2.  | „list do K. (ruletka)”        | Kartky, Nicol Ślusarz                 | Sergiusz              | 3:41    |
| 3.  | „opowieść o Krainie Lodu”     | Kartky                                | Ramzes, Worek         | 2:10    |
| 4.  | „KRZYK”                       | Kartky, Ruskiefajki                   | Worek                 | 4:37    |
| 5.  | „Rzeźnik z Blaviken”          | Kartky                                | Ramzes                | 4:13    |
| 6.  | „ballada o Panu Lusterko”     | Kartky                                | Ramzes                | 5:33    |
| 7.  | „miłość bez ść”               | Kartky                                | Bugi                  | 6:00    |
| 8.  | „BLACK SKY”                   | Kartky, Nicol Ślusarz, Daria Shamkowa | Devv                  | 3:40    |
| 9.  | „sen nocy letniej”            | Kartky, Czarli                        | Ramzes                | 4:14    |
| 10. | „August Ames”                 | Kartky                                | Ramzes, Leśny         | 4:04    |
| 11. | „Sprandi”                     | Kartky                                | Premixm               | 4:27    |
| 12. | „art deco”                    | Kartky, Feno                          | Ramzes                | 4:37    |
| 13. | „nie, bo piękna”              | Kartky, Karol Krupiak                 | Worek, Moody Scrag    | 4:35    |
| 14. | „Lugia”                       | Kartky, Nicol Ślusarz                 | Leśny                 | 3:16    |
| 15. | „błędny rycerz”               | Kartky, Big Scythe                    | Ramzes                | 4:00    |
| 16. | „вне общества”                | Kartky                                | Ramzes                | 4:02    |
| 17. | „WRÓG”                        | Kartky                                | Worek                 | 2:43    |
| 18. | „Doppler”                     | Kartky                                | Worek, Swizzy, K4pel  | 2:30    |
| 19. | „nigdy więcej”                | Kartky, Big Scythe, Karol Krupiak     | Leśny                 | 4:40    |
| 20. | „Articuno”                    | Kartky                                | Faded Dollars & 4Ca$h | 3:16    |
| 21. | „Pani Jeziora”                | Kartky                                | ASTRØWILK             | 4:14    |
| 22. | „ballada o dawnym życiu”      | Kartky                                | Ramzes                | 4:02    |
| 23. | „ostatnie życzenie (zniknąć)” | Kartky                                | Ramzes                | 3:31    |
|     |                               |                                       |                       | 1:32:45 |

## Sprzedaż

### Pozycje w notowaniach OLiS
OLiS jest ogólnopolskim notowaniem, tworzonym przez agencję TNS Polska na podstawie sprzedaży albumów muzycznych na nośnikach fizycznych (nie uwzględnia zatem informacji o pobraniach w formacie digital download czy odtworzeniach w serwisach streamingowych).
| Tydzień | 1     | 2     | 3     | 4.    |
| ------- | ----- | ----- | ----- | ----- |
| Pozycja | 1.    | 18.   | 41.   | 49.   |
| Źródło  | [ 1 ] | [ 4 ] | [ 5 ] | [ 6 ] |

| Miesiąc       | Pozycja |
| ------------- | ------- |
| Sierpień 2021 | 4.      |

### Certyfikaty ZPAV
Certyfikaty sprzedaży są wystawiane przez Związek Producentów Audio-Video za osiągnięcie określonej liczby sprzedanych egzemplarzy, obliczanej na podstawie kupionych kopii fizycznych i cyfrowych, a także odtworzeń w serwisach streamingowych.
| Kraj          | Certyfikat  | Sprzedaż | Data              |
| ------------- | ----------- | -------- | ----------------- |
| Polska (ZPAV) | złota płyta | 15 000+  | 24 listopada 2021 |